# ماكسين ميتشيل
ماكسين ميتشيل (بالإنجليزية: Maxine Mitchell)‏ هي مبارزة بالسيف أمريكية، ولدت في 22 يوليو 1917، وتوفيت في 7 نوفمبر 1991 في فونتانا في الولايات المتحدة.

## وصلات خارجية
- ماكسين ميتشيل على موقع أوليمبيديا (الإنجليزية)